# Christian Peder Kryssing
Christian Peder Kryssing (7. juli 1891 i Kolding – 7. juli 1976 i Haderslev) var en dansk officer og den første leder af Frikorps Danmark. 

## Biografi
Christian Peter Kryssing var søn af kaptajn Niels Kryssing og hustru Christine Kjær. Han fulgte i sin fars spor og blev uddannet i artilleriet, hvor han 1. november 1937 blev forfremmet til oberstløjtnant og blev chef for 2. Feltartilleriregiments 5. artilleriafdeling.
Her fortsatte Kryssing indtil den 28. juni 1941, hvor han overtog ledelsen af Frikorps Danmark, som var oprettet efter Tysklands angreb på Sovjetunionen den 22. juni 1941 som et dansk korps, der skulle kæmpe sammen med tyske styrker på Østfronten mod det kommunistiske regime. Kryssing var blevet overtalt til at overtage chefsposten af DNSAP, som stod for oprettelsen af frikorpset, og fik af Krigsministeriet tilladelse til at udtræde af den danske hær med henblik på dette. Han fik grad af SS-Obersturmbannführer (oberstløjtnant), men blev allerede 22. februar 1942 afløst som chef, og erstattet af den ideologisk orienterede nazist Christian Frederik von Schalburg, både fordi Kryssing som artillerist var mindre egnet som leder af en infanteristyrke og på grund af hans modstand mod en nazificering af frikorpset. Kryssing var ultrakonservativ og antikommunist, men han var ikke en partiorganiseret nazist. Han omtalte således selv frikorpset som "nationalsocialistisk" i forbindelse med sin afgang (håndskrevet udkast til "Tagesbefehl den 23. 2. 42", som blev standset af korpsets da fungerende chef, SS-Hauptsturmführer K. B. Martinsen).
Kryssing blev nu tilknyttet andre enheder i Waffen-SS. Først mellem den 12. marts og 17. maj 1942 SS-Division Totenkopf og derpå fra 30. juli SS-Panzer-Grenadier-Division Wiking, hvor han fungerede som artilleriofficer ved divisionens artilleriregiment. Derpå var han tilknyttet III.(germanisches) Panzer-Korps fra den 4. april 1943, herunder deltog han i opbygningen af 11. SS-Panzer-Grenadier-Division "Nordland", hvori Frikorps Danmark kom til at danne stammen i "SS-Panzergrenadier Regiment 24, "Danmark". Han blev derpå tilknyttet Artillerie-Kommandeur 140 (Arko 140) ved XXXIX. Panzer-Korps, Heeresgruppe Mitte i august-september, hvorpå han blev chef for "Kamppfgruppe Küste" (december 1943-april 1944) ved Oranienbaum vest for Leningrad. Han var da steget hurtigt i graderne, først til SS-Standartenführer den 30. januar 1943, derefter til SS-Oberführer den 20. april 1943. Med denne grad gik han fra status som reserveofficer til at være "aktiv", og blev dermed optaget i Waffe-SS' rangliste. Endelig blev han udnævnt til SS-Brigadeführer und Generalmajor der Waffen-SS den 1. august 1943. 
Efter tilbagetrækningen fra Leningrad til floden Narva blev Kryssing den 26. december 1943 udnævnt til chef for SS-Kampfgruppe Küste, der bestod af ca. 9.000 mand, og som fik til opgave at forsvare den nordlige del af den estiske kyst. Den 11. juni 1944 søgte han sin afsked af personlige grunde. Begge hans sønner var da faldet i kamp på østfronten og hans kone var som sygeplejerske blevet hårdt såret under et sovjetisk bombeangreb på et feltlazaret i Tallinn (Reval). Kryssing trak dog sin ansøgning tilbage to dage senere efter samtaler i Berlin med Obergruppenführer Gottlob Berger og fortsatte af rent politiske grunde med at være tilknyttet Waffen-SS som "SS-Führer z.b.V." (SS-officer til rådighed for særlige opgaver). Han var dog dermed ude af aktiv tjeneste for i praksis at fungere som sygepasser for sin kone. Ægteparret flygtede den 13. marts 1945 fra Berlin og opholdt sig derefter på "SS-Erholungsheim Externsteine" i Bad Horn ved Lippe (nu Horn-Bad Meiningen). Her blev Kryssing, antagelig ved en misforståelse, hårdt såret i begge underben, da han blev taget som krigsfange af amerikanske styrker den 5. april 1945. Han blev i juni 1945 udleveret til britisk fangenskab og fortsat hospitalsbehandling for den 4. februar 1946 at blive fløjet til Danmark og varetægtsfængslet sammen med hustruen. Sidstnævnte blev løsladt 10 dage senere.

Kryssing blev ved det danske retsopgør tiltalt for landsforræderi. Han nægtede at afgive forklaring i retten, idet han ikke kunne anerkende lovgrundlaget. Han blev den 4. november 1946 idømt otte års fængsel, en straf, som efter anke blev nedsat til fire år af Østre Landsret den 27. oktober 1947.
Kryssing blev løsladt den 12. april 1948 fra Fårhuslejren efter udståelse af 3/4 af straffen.
Han søgte flere gange uden held at få sin sag genoptaget og dommen omstødt. Han døde forbitret i 1976.
Kryssing blev gift i 1921 med Karen Marie ("Kamma") Effersøe, parret havde to sønner som begge blev medlemmer af Frikorps Danmark, som de forlod sammen med Kryssing. De faldt begge under krigen, den yngste, Jens, i maj 1942 ved Ilmen-søen og den ældste, Niels, i jan. 1944 øst for Narva.